# Quality Pictures Corporation
La Quality Pictures Corporation venne fondata nel 1915 da Fred J. Balshofer che, in precedenza, aveva lavorato come manager generale per la Bison Motion Pictures, società che aveva lasciato dopo l'arrivo di Thomas H. Ince. I film della Quality vennero distribuiti attraverso la Metro Pictures Corporation.
Nell'arco di due anni, dal 1915 al 1916, la piccola casa di produzione mise in cantiere sedici titoli, film che vennero diretti da William Bowman,  Fred J. Balshofer, John W. Noble, Charles Belmore, Francis X. Bushman e Christy Cabanne. Tra i titoli del suo catalogo, nel 1915 appare anche un Richard Carvel (la cui sceneggiatura si basa su un romanzo dello scrittore statunitense Winston Churchill), film di cui però non si hanno altre notizie certe né di cui si conosce il nome del regista.

## Filmografia
- Richard Carvel (1915)
- The Second in Command, regia di William Bowman (1915)
- The Silent Voice, regia di William Bowman (1915)
- Pennington's Choice, regia di William Bowman (1915)
- Rosemary, regia di Fred J. Balshofer (1915)
- Man and His Soul, regia di John W. Noble (1916)
- The Red Mouse, regia di John W. Noble (1916)
- A Corner in Cotton, regia di Fred J. Balshofer (1916)
- The Wall Between, regia di John W. Noble (1916)
- L'esiliato (The Come-Back), regia di Fred J. Balshofer (1916)
- A Million a Minute, regia di John W. Noble (1916)
- The Masked Rider, regia di Fred J. Balshofer (1916)
- A Virginia Romance, regia di Charles Belmore - cortometraggio (1916)
- In the Diplomatic Service, regia di Francis X. Bushman (1916)
- Romeo and Juliet, regia di Francis X. Bushman, John W. Noble (1916)
- The Great Secret, regia di Christy Cabanne - serial cinematografico (1917)

## Galleria d'immagini

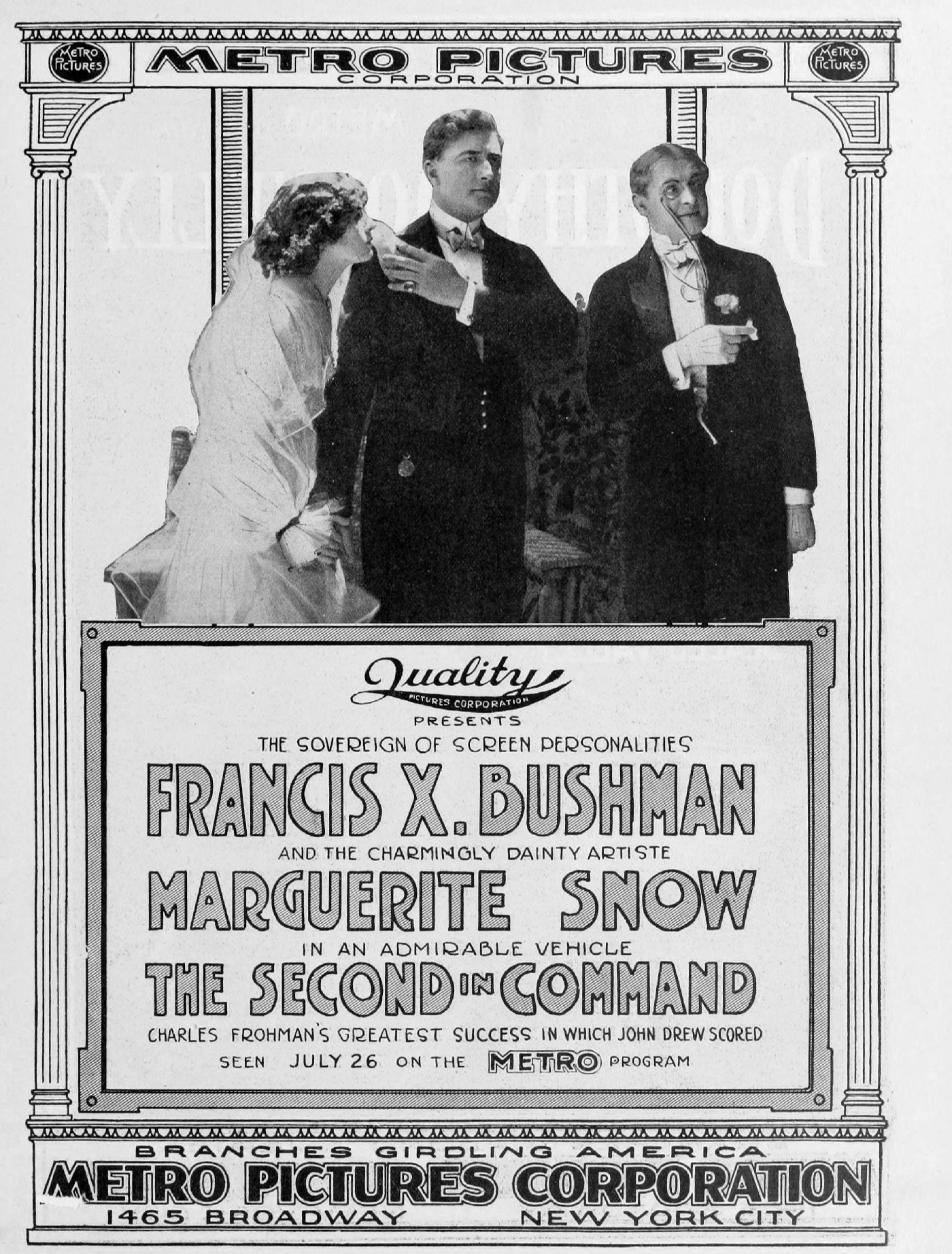
Second in Command (1915)
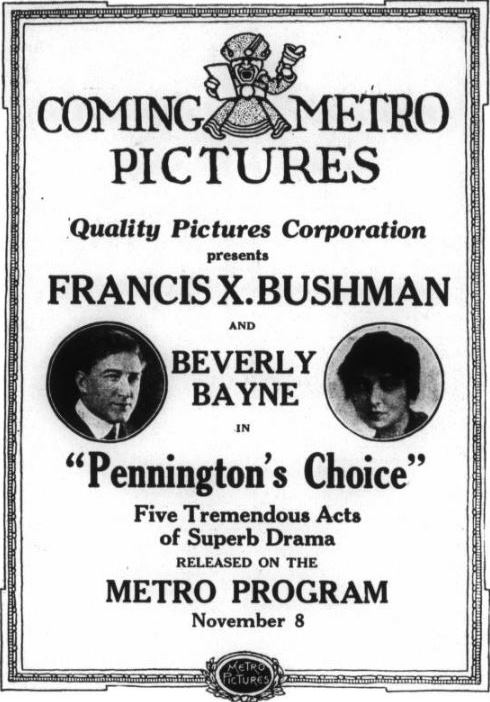
Pennington's Choice (1915)
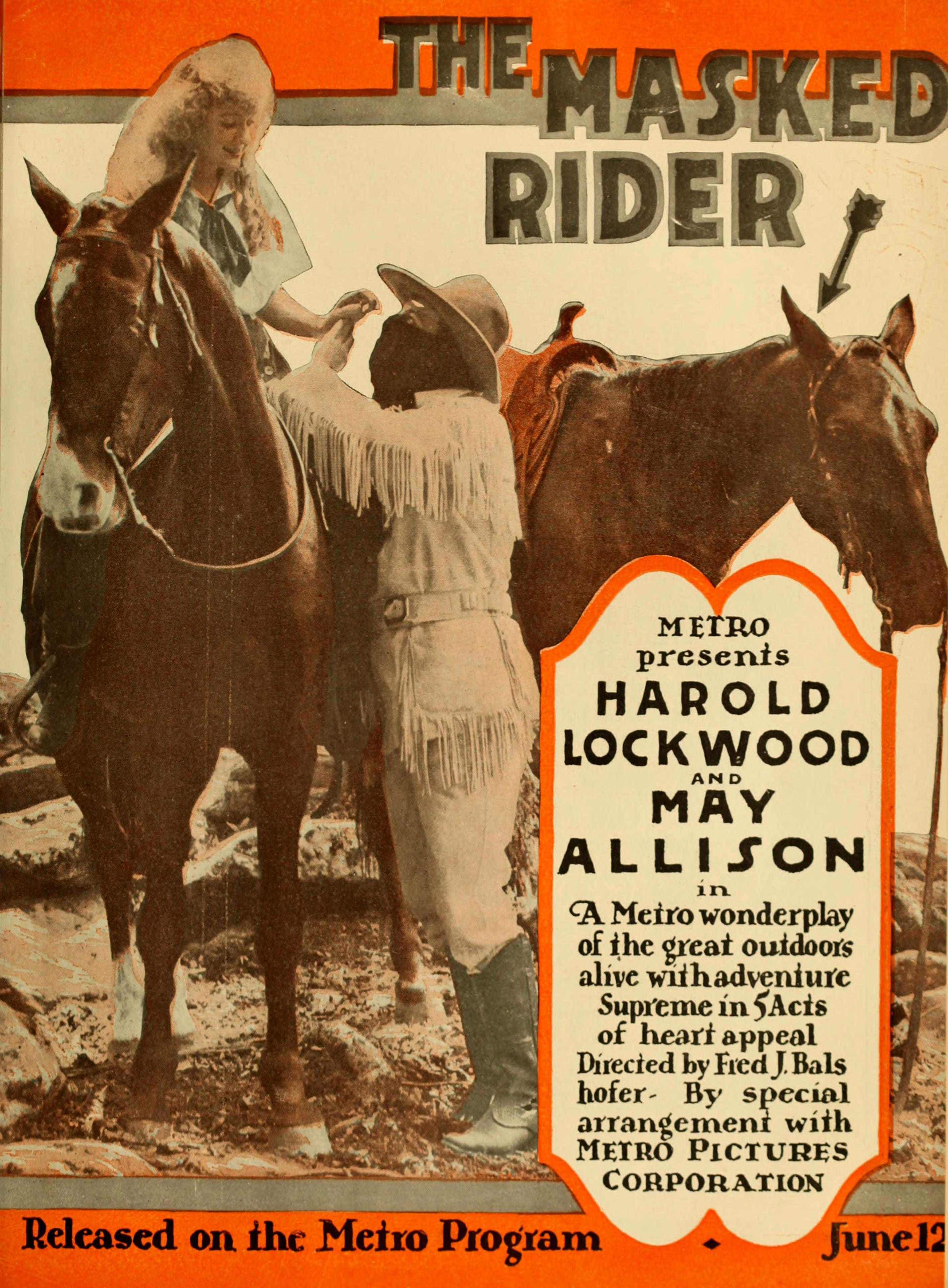
The Masked Rider (1916)
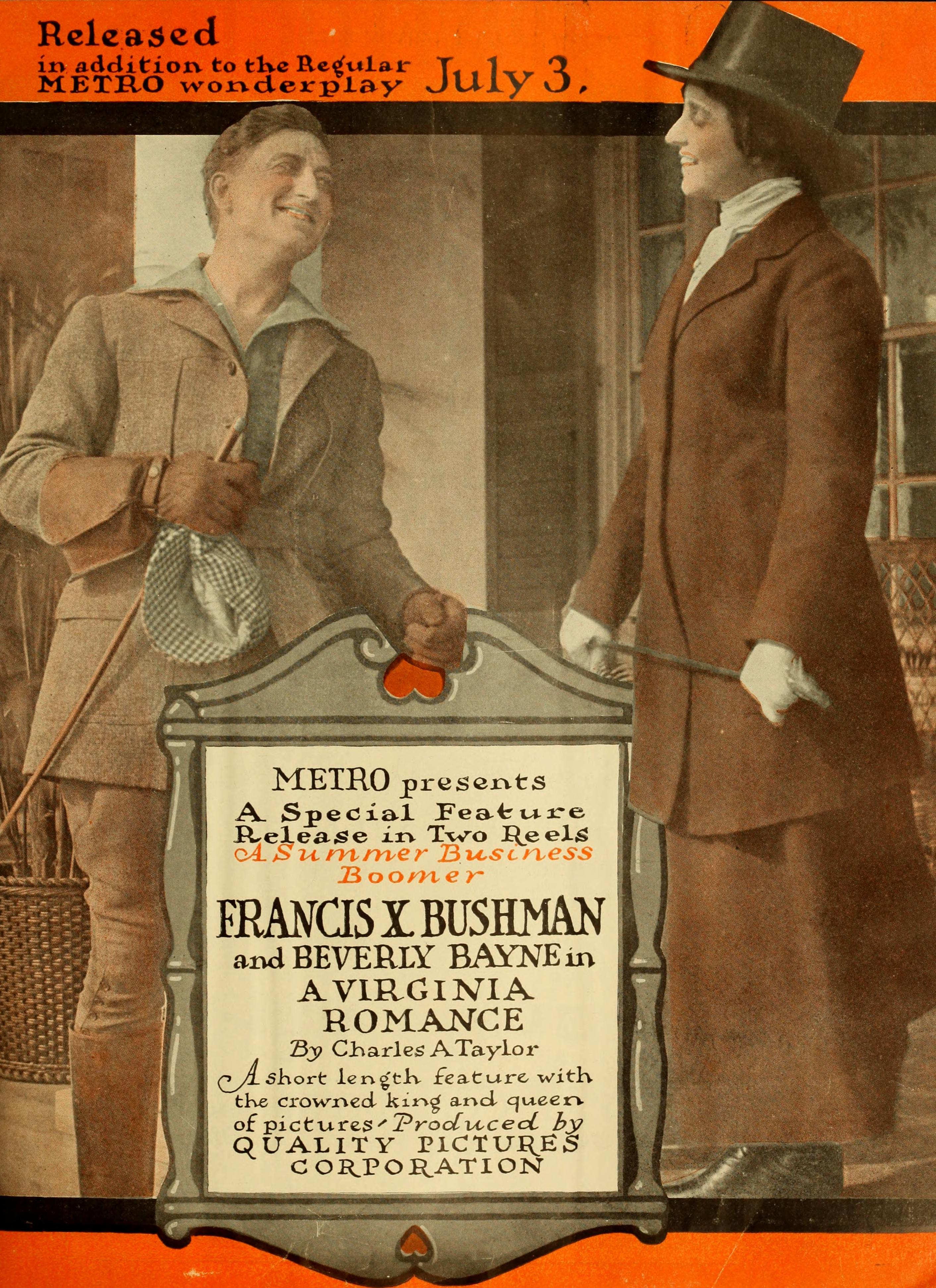
A Virginia Romance (1916)
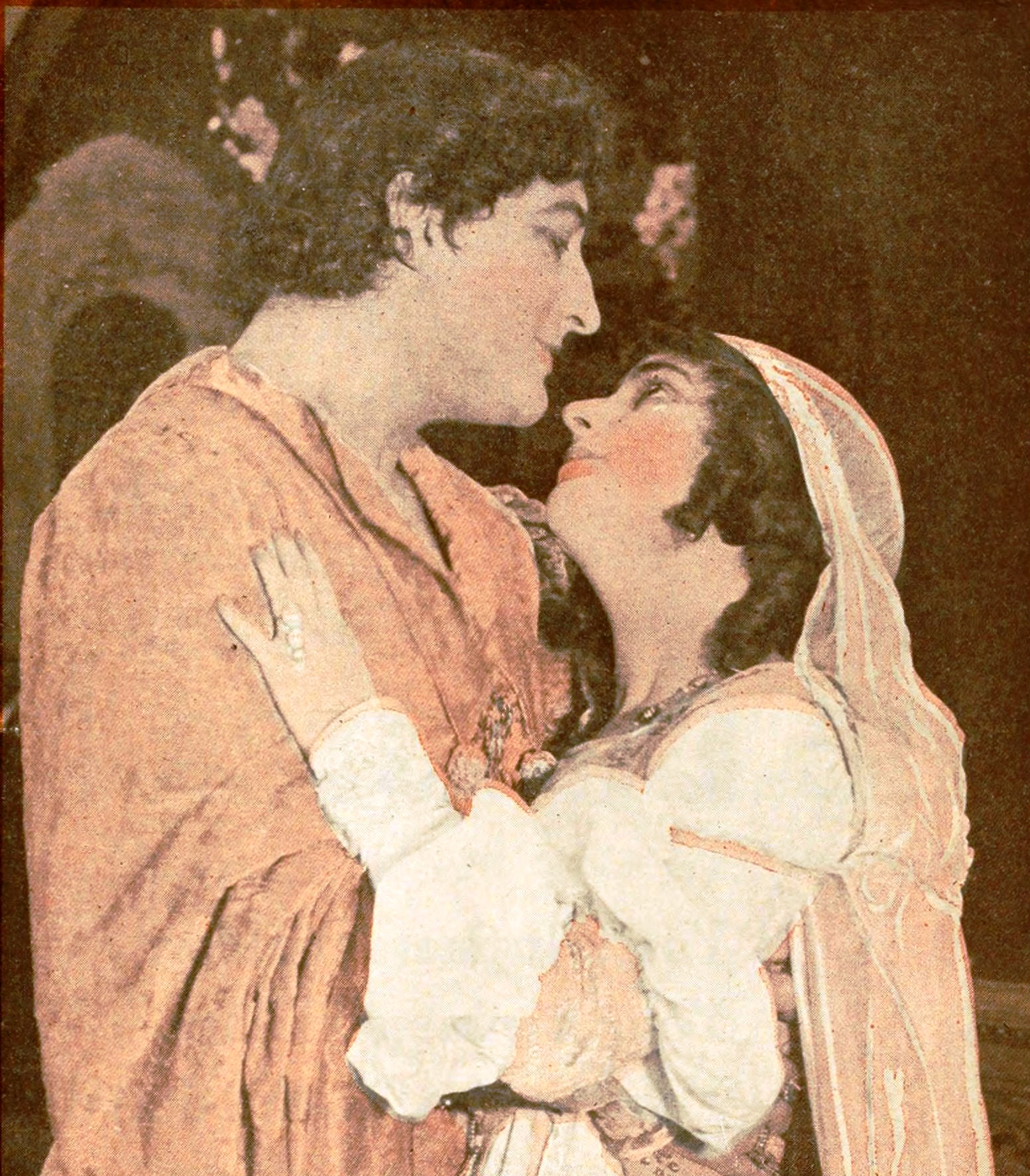
Romeo and Juliet (1916)